# 弗洛库尔 (摩泽尔省)
弗洛库尔（法語：Flocourt，法語發音：[flɔkuʁ]）是法国摩泽尔省的一个市镇，属于梅斯区。

## 地理
弗洛库尔（48°58'23"N, 6°24'40"E）面积4.53 平方千米，位于法国大東部大區摩泽尔省，该省份为法国东北部内陆省份，是洛林的一部分，西南接默尔特-摩泽尔省，东临下莱茵省，北与卢森堡和德国接壤。
与弗洛库尔接壤的市镇（或旧市镇、城区）包括：贝希、雷米伊、圣埃夫尔、蒂蒙维尔、特拉尼。

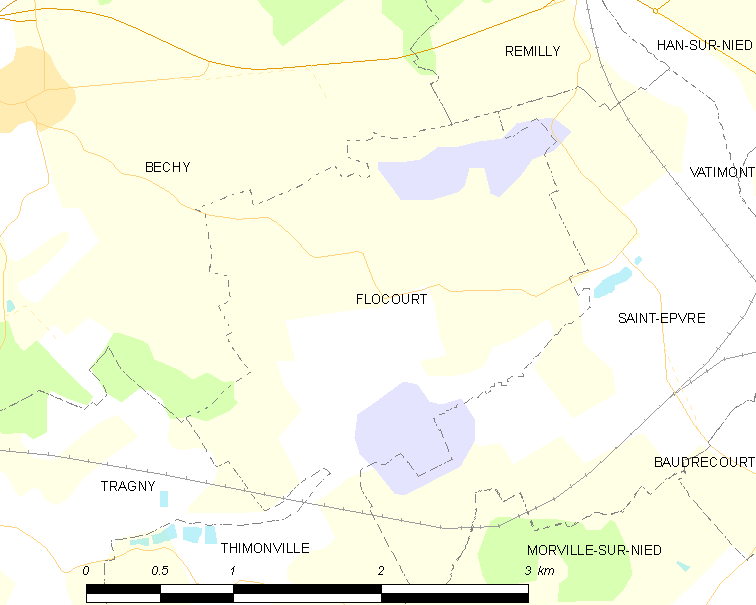
的OSM定位图

弗洛库尔的时区为UTC+01:00、UTC+02:00（夏令时）。

## 行政
弗洛库尔的邮政编码为57580，INSEE市镇编码为57220。

## 政治
弗洛库尔所属的省级选区为福尔克蒙县。

## 人口

1962-2008年间人口变化图示

弗洛库尔于2022年1月1日时的人口数量为129人。